# Andreas Skov Olsen
Andreas Skov Olsen (Hillerød, 29 de diciembre de 1999) es un futbolista danés que juega en la demarcación de extremo para el VfL Wolfsburgo de la 1. Bundesliga.

## Trayectoria
Tras empezar a formarse como futbolista a los 13 años con el FC Nordsjælland, finalmente hizo su debut con el primer equipo el 23 de julio de 2017 en un partido de la Superliga de Dinamarca contra el Brøndby IF tras sustituir a Emiliano Marcondes en el minuto 90. Su primer gol con el club lo anotó el 27 de septiembre del mismo año contra el Vejgaard Boldspilklub en la Copa de Dinamarca. En julio de 2019 fue traspasado al Bologna F. C. 1909, club en el que completó dos temporadas y media antes de recalar en el Club Brujas. En tres años en Bélgica disputó 124 partidos, en los que marcó 49 goles y dio 30 asistencias, y en enero de 2025 fichó por el VfL Wolfsburgo.

## Selección nacional
Tras haber sido internacional con Dinamarca en categorías inferiores, el 7 de octubre de 2020 debutó con la selección absoluta en un amistoso ante Islas Feroe que Dinamarca venció por 4-0 y en el que anotó el primer gol del partido.

### Participaciones en Eurocopas
| Copa          | Sede     | Resultado        | Partidos | Goles |
| ------------- | -------- | ---------------- | -------- | ----- |
| Eurocopa 2024 | Alemania | Octavos de final | 3        | 0     |

## Clubes
| Club               | País      | Año       | Partidos | Goles |
| ------------------ | --------- | --------- | -------- | ----- |
| F. C. Nordsjælland | Dinamarca | 2017-2019 | 51       | 27    |
| Bologna F. C. 1909 | Italia    | 2019-2022 | 70       | 3     |
| Club Brujas        | Bélgica   | 2022-2025 | 124      | 49    |
| VfL Wolfsburgo     | Alemania  | 2025-     | 13       | 1     |

## Palmarés

### Títulos nacionales
| Título                      | Club        | País    | Año  |
| --------------------------- | ----------- | ------- | ---- |
| Primera División de Bélgica | Club Brujas | Bélgica | 2022 |
| Supercopa de Bélgica        | Club Brujas | Bélgica | 2022 |
| Primera División de Bélgica | Club Brujas | Bélgica | 2024 |